# HMCS Winnipeg (338)
HMCS Winnipeg (338) je kanadská vrtulníková fregata, která je ve službě od roku 1995. Jedná se o devátou loď třídy Halifax.

## Technické specifikace
Winnipeg měří na délku 134,2 m a na šířku 16,5 m. Ponor lodi je hluboký 7,1 m a při standardním výtlaku vytlačí 4 795 t vody. Pohon lodi obstarávají dvě plynové turbíny General Electric LM2500 a jeden dieselový motor SEMT Pielstick. Posádku Winnipegu tvoří 225 důstojníků a námořníků.

## Galerie

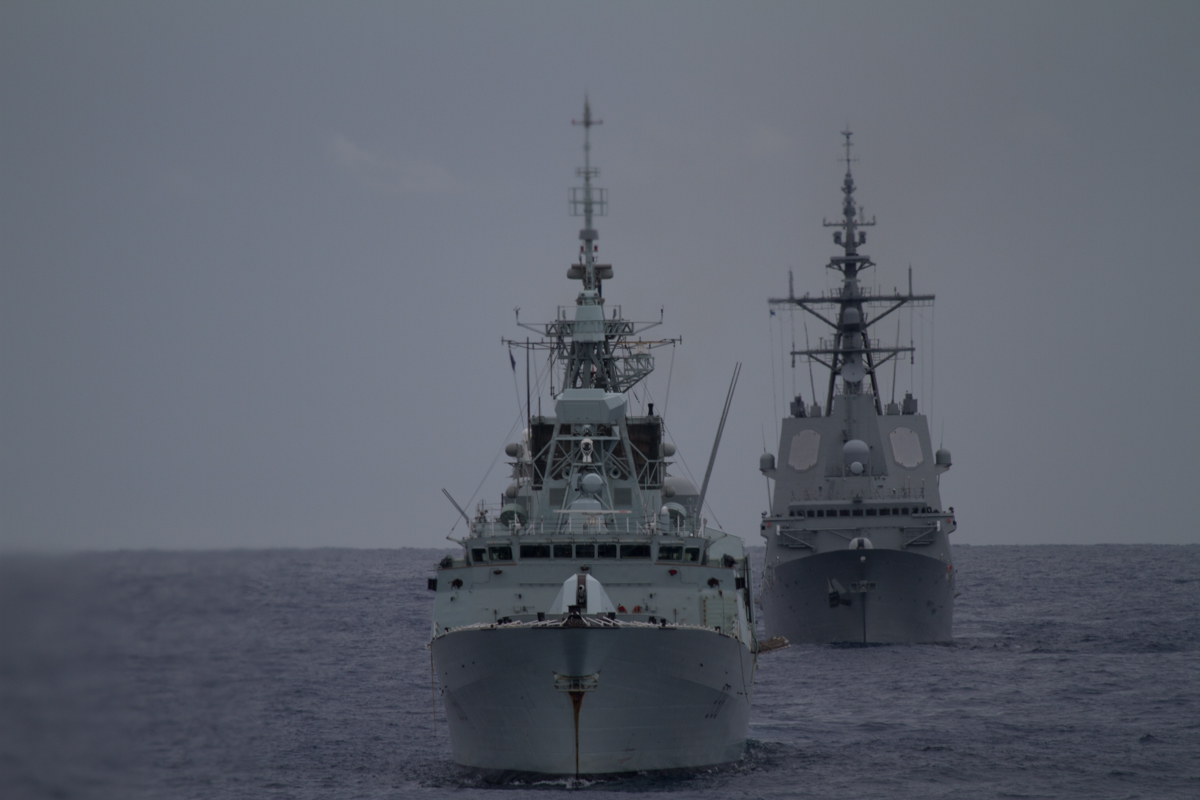
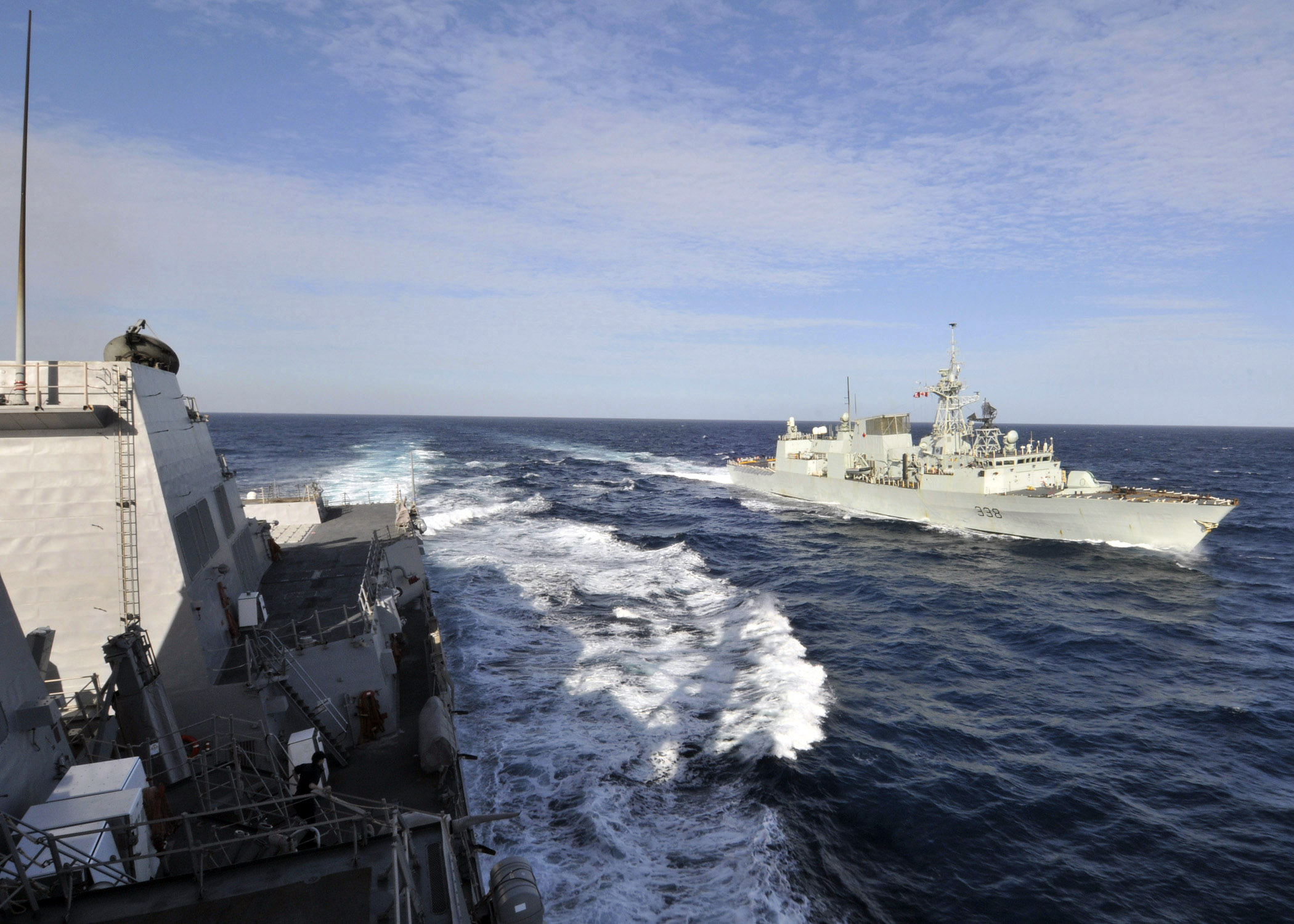
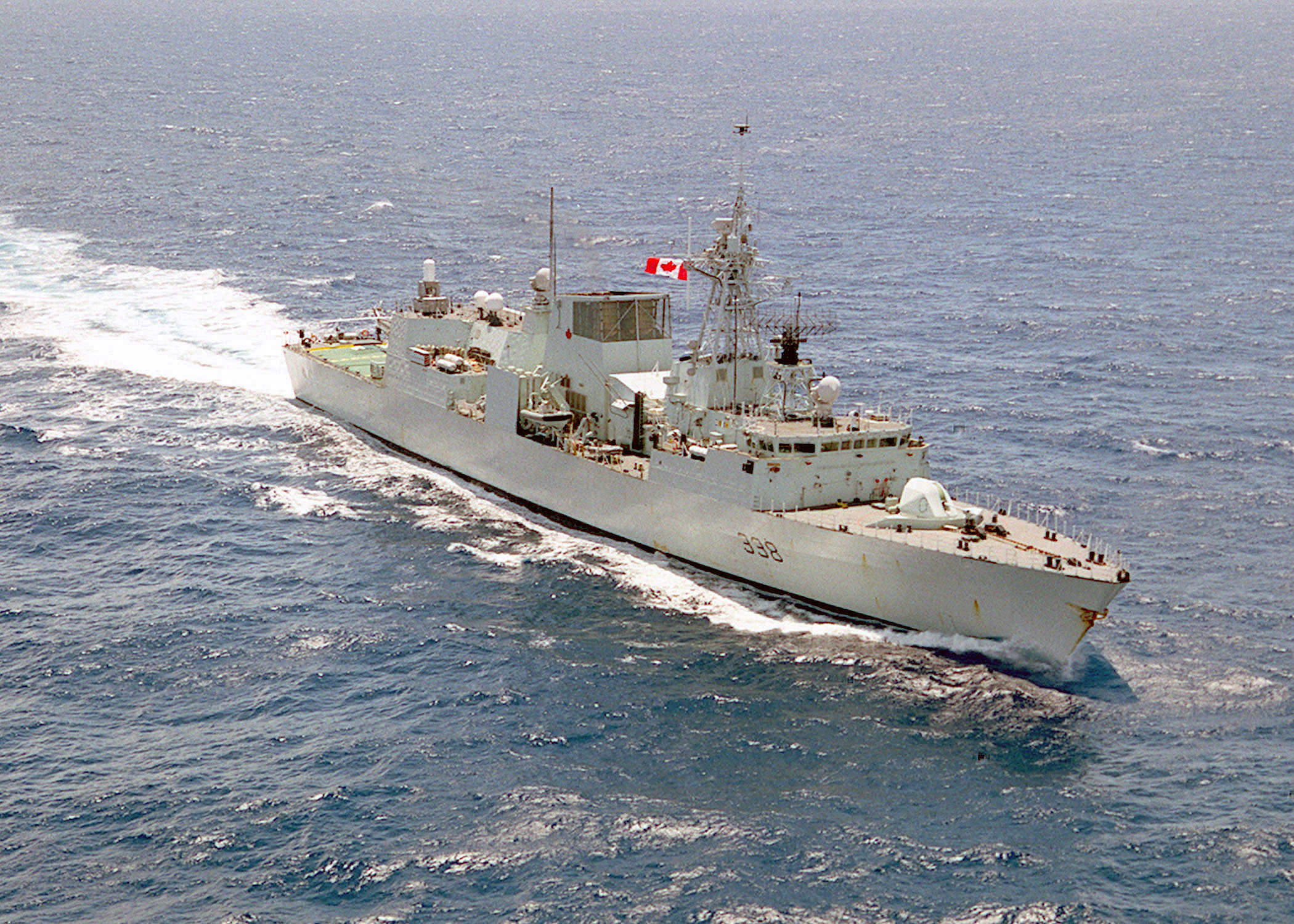
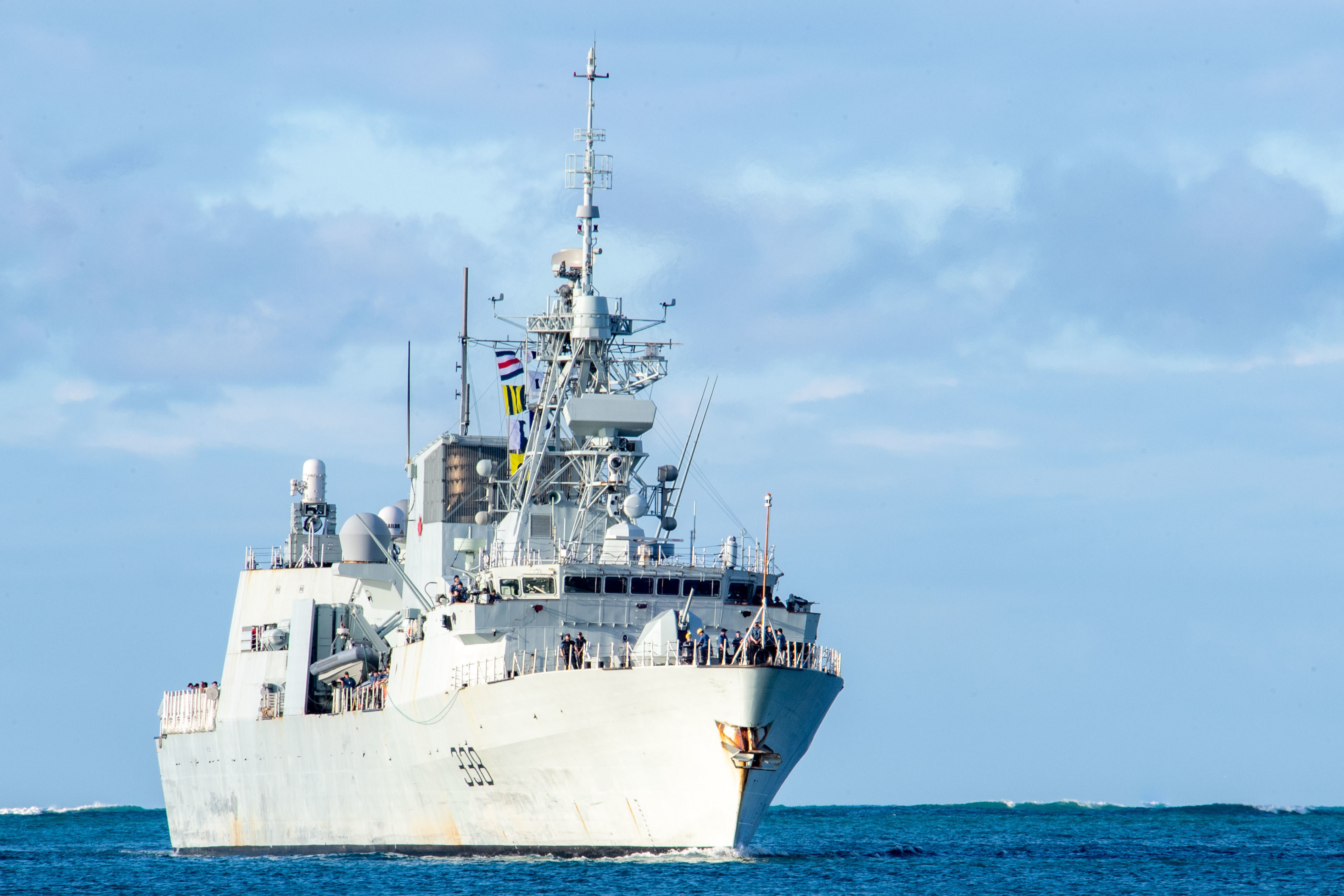
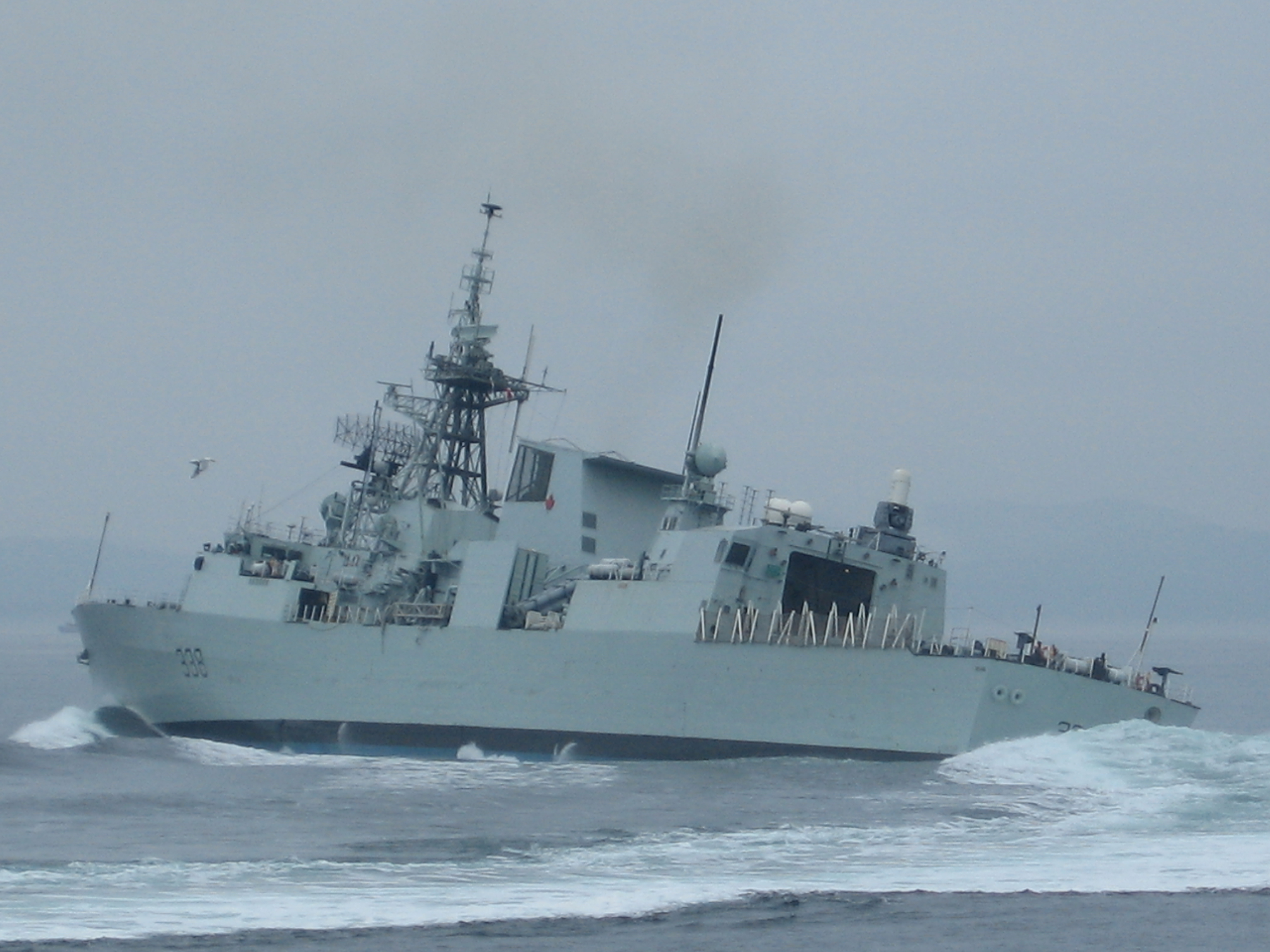
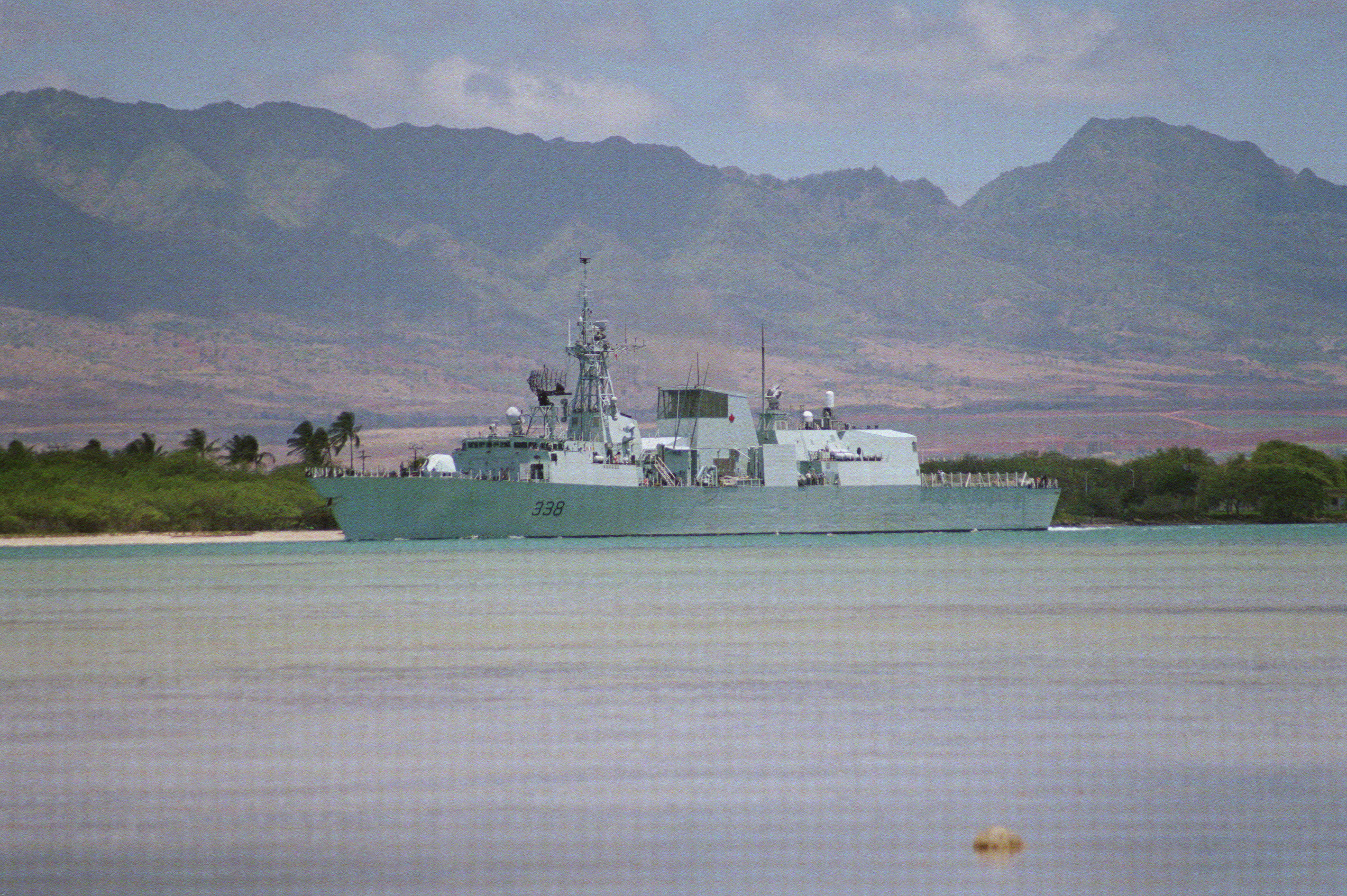